# Споменик НОБ-у у Чалми
Споменик НОБ-у у Чалми, подигнут је у парку у центру насеља.
Споменик је рађен комбинацијом камена и бронзе, ауторско је дело вајара Павла Радовановића (1923—1981).